# Кінчаки
Кінча́ки — село в Україні, у Івано-Франківському районі Івано-Франківської області. Входить до складу Дубовецької сільської громади. Колишній центр сільської ради. Населення становить 425 осіб (станом на 2023 рік). Село розташоване на сході Івано-Франківського району, за 12,1 кілометра від Галича.

## Географія
Село Кінчаки лежить за 12,1 км на схід від Галича, фізична відстань до Києва — 409,1 км.

## Історія
Перша письмова згадка про село відходить до 28 листопада 1435 року. До середини ХХ ст. поділялося на Старі Кінчаки (північна половина сучасних) і Нові Кінчаки (південна половина).

## Населення
Станом на 1989 рік у селі проживало 643 особи, серед них — 298 чоловіків і 345 жінок.
За даними перепису населення 2001 року у селі проживали 516 осіб. Рідною мовою назвали:
| Мова       | Кількість осіб | Відсоток |
| ---------- | -------------- | -------- |
| українська | 516            | 100,00%  |

## Відомі люди
- Тарнавський Михайло-«Гроза» (1922—1946) — український військовик, поручник УПА, командир сотні 75 «Звірі» куреня «Смертоносці» в ТВ-22 «Чорний ліс». Загинув поблизу села.